# Psilopoidea howardi
Psilopoidea howardi är en tvåvingeart som beskrevs av Cresson 1939. Psilopoidea howardi ingår i släktet Psilopoidea och familjen vattenflugor. Inga underarter finns listade i Catalogue of Life.